# Stéphane Augé
Stéphane Augé (Pau, 6 de desembre del 1974) és un ciclista francès, que fou professional entre el 2000 i el 2010.
Va començar la seva carrera l'any 2000 amb l'equip ciclista Festina, que va abandonar el 2002 per anar-se'n al Jean Delatour. L'any 2003 va fitxar pel Crédit Agricole fins que el 2005 va ser fitxat pel Cofidis. Tot i que era essencialment un gregari, Augé també va aconseguir victòries pròpies. Entre elles, destaquen una etapa del Deutschland-Tour 2004 i una etapa de la Volta a Polònia 2006, el seu únic triomf en una cursa de l'UCI ProTour.
Al Tour de França de 2007 va dur el mallot de la muntanya durant dues etapes, fins que el va perdre a mans del seu company d'equip Sylvain Chavanel, que havia sumat molts punts en una escapada a la cinquena etapa. A més de competir en ruta, fa ciclocross durant l'hivern. El 4 de gener de 2011 va anunciar que posava punt final a la seva carrera esportiva i que passava a desenvolupar tasques de director esportiu a l'equip Cofidis.

## Palmarès
- 2000
  - Vencedor d'una etapa del Tour de Poitou-Charentes
- 2002
  - Vencedor d'una etapa de la Volta a Alemanya
- 2006
  - Vencedor d'una etapa del Tour del Llemosí
  - Vencedor d'una etapa de la Volta a Polònia
- 2007
  - 1r al Gran Premi Cholet-País del Loira
- 2008
  - 1r dels Quatre dies de Dunkerque i vencedor d'una etapa
  - Vencedor d'una etapa de la Volta a Alemanya

### Resultats al Tour de França
- 2002. 115è de la classificació general
- 2003. Abandona
- 2005. 121è de la classificació general
- 2006. 123è de la classificació general
- 2007. Abandona tot l'equip Cofidis, portant el mallot de la muntanya a manca de dues etapes
- 2008. 139è de la classificació general
- 2009. 136è de la classificació general. Porta el mallot de la muntanya durant una etapa
- 2010. 153è de la classificació general

### Volta a Espanya
- 2007. 126è de la classificació general